# The European Alliance of EU-critical Movements
The European Alliance of EU-critical Movements (kurz team oder TEAM) war eine EU-skeptische Vereinigung von 49 Parteien, NGOs und Vereinen aus 18 europäischen Nationen innerhalb und außerhalb der Europäischen Union.
TEAM wurde nach Abschluss des Vertrag von Maastricht 1992 unter dem Namen The European Anti-Maastricht Alliance gegründet. TEAM war zuerst ein loser Zusammenschluss und wurde 1997 formal gegründet.

## Vorstand
- Frankreich Alain Bournazel
- Finnland Antti Pesonen
- Slowenien Dora Debeljak
- Norwegen Helle Hagenau
- Norwegen Karoline Runestad
- Dänemark Lave K. Broch
- Dänemark Luise Hemmer Pihl
- Lettland Normunds Grostins
- Irland Patricia Mary McKenna

Quelle

## Mitglieder
| - Dänemark - Folkebevægelsen mod EU - Ungdom mod EU - Demokratisk Fornyelse - Enhedslisten (Beobachter) - Estland - Liikumine Ei Euroopa Liidule - Uurimis keskus Vaba Euroopa (Beobachter) - Finnland - Vaihtoehto EU:lle - Naisten Vaihtoehto EU:lle - Vaihtoehto EU:lle/EU kriittiset Nuoret - Kansalaisliitto - Frankreich - Rassemblement pour l’Indépendance et la Souveraineté de la France - Les Alternatifs (Beobachter) - Griechenland - The EAN Movement - Association of Social and Ecological Intervention (Beobachter) - Irland - The National Platform - Peace and Neutrality Alliance - People’s Movement - Island - Heimssýn | - Lettland - Kustiba par Neatkaribu - Malta - The Campaign for National Independence - Niederlande - Free Europe (Beobachter) - Norwegen - Nei til EU - Ungdom mot EU - Senterungdommen - Senterpartiet (Beobachter) - Rød Valgallianse (Beobachter) - Österreich - Bündnis Neutrales Freies Österreich - EU-Austrittspartei - Kommunistische Partei Österreichs - Friedensbüro Wien (Beobachter) - Liste der EU-Opposition - Schweden - Miljöpartiet de Gröna - EU-kritiska Centernätverket - EU-kritiska Rådet - Folkrörelsen Nej till EU | - Schweiz - Forum für direkte Demokratie - Young 4 FUN - Slowenien - Skupina Neutro - Spanien - Una Altra Democràcia és Possible (Beobachter) - Tschechien - Independent Group Faithful we Remain (observer) - Vereinigtes Königreich - Campaign for an Independent Britain - Campaign Against Euro-Federalism - Clannasaor - Free Scotland Party - The Bruges Group - United Kingdom Independence Party - Youth for a Free Europe - Labour Euro-Safeguards Campaign (Beobachter) - Green Party of England and Wales (Beobachter) - Democracy Movement (Beobachter) - European Foundation (Beobachter) |